# Łuhiwśke
Łuhiwśke (ukr. Лугівське) – wieś na Ukrainie, w obwodzie zaporoskim, w rejonie połohowskim, w hromadzie Mała Tokmaczka. W 2001 liczyła 172 mieszkańców, spośród których 161 wskazało jako ojczysty język ukraiński, 10 rosyjski, a 1 ormiański.